# Batalha de Elaia-Kalamas

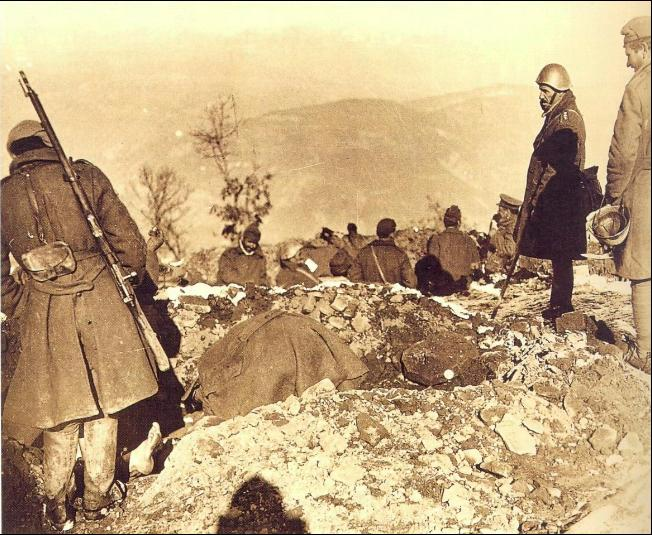
Construção de fortificações no setor Eleas-Kalama (Epiro-Grécia), março de 1939, antes da eclosão da Guerra Greco-Italiana (1940-1941)

A Batalha de Elaia-Kalamas (em grego: Μάχη Ελαίας-Καλαμά, romanizado: Machi Elaias-Kalama) ocorreu no Epiro em 2-8 de novembro de 1940. A batalha foi travada entre os gregos, com 15 batalhões, e os italianos, com 42 mil tropas, durante a fase inicial da Guerra Greco-Italiana na Segunda Guerra Mundial. O exército italiano destacado na fronteira greco-albanesa, lançou uma ofensiva contra a Grécia em 28 de outubro de 1940. O principal impulso da invasão italiana ocorreu no setor Epiro, com um novo movimento de flanco através das montanhas do Pindo. No Epiro, os gregos mantiveram a linha do rio Elaia-Kalamas e, embora o exército grego estivesse em menor número, as forças gregas locais sob o comando do major-general Charalambos Katsimitros impediram o avanço italiano. Juntamente com o fracasso italiano na Batalha de Pindus, esses sucessos gregos significaram o completo fracasso da invasão italiana, levando à demissão do comandante italiano na Albânia, Sebastiano Visconti Prasca, em 9 de novembro. Nas semanas seguintes, as forças gregas iniciaram uma contraofensiva que forçou os italianos a recuar para dentro da Albânia.